# وانغ فينغ (سياسي)
وانغ فينغ (بالصينية: 汪锋) هو سياسي صيني، ولد في 1910، وتوفي في 1998. نشط حزبياً في الحزب الشيوعي الصيني.

## مناصب
- انتخب Communist Party Secretary of Xinjiang ‏ (1978 – 1981).
- انتخب عضو اللجنة الدائمة للمجلس الوطني لنواب الشعب الصيني ‏ خلال فترته النيابية.
- انتخب عضو مجلس الشعب الصيني  [لغات أخرى]‏ خلال فترته النيابية.
- انتخب عضو في اللجنة الوطنية لجمهورية الصين الشعبية خلال فترته النيابية ‏.